# Барвик, Сандра
Са́ндра Мэй Ба́рвик MBE (англ. Sandra May Barwick, род. 27 февраля 1949, Новая Зеландия) — бегунья на сверхмарафонские дистанции из Новой Зеландии. Она установила новый рекорд в 6-суточном забеге, проходившем в Кэмпбелтауне (Австралия), 18—24 ноября 1990 года. Пробежав 549 миль 110 ярдов (883 км 631 м) за шесть дней, Барвик установила мировой рекорд, который держался до 12 марта 2024 года.

## Рекорды
Сандра Барвик установила следующие мировые рекорды.
- Стадион:
  - 6 дней — 883.631 км, Кэмпбелтаун[англ.] (Австралия), декабрь 1990
- Шоссе:

В течение пробега на 1300 миль в Нью-Йорке, 16 сентября — 3 октября 1991 года Сандра Барвик установила 6 мировых рекордов
- - 1000 км 7⋮16:11.00
  - 1500 км 11⋮16:51
  - 2000 км 15⋮23:46.19
  - 700 миль 8⋮15:12
  - 1000 миль 12⋮14:38.40
  - 1300 миль 17⋮22:46.07

## Награды
В 1994 в честь Дня рождения Королевы, за заслуги в легкой атлетике Барвик была награждена званием Кавалера ордена Британской Империи.